# Torre CIBC
La Torre CIBC (Tour CIBC in francese) è un grattacielo di 45 piani alto 187 metri di Montréal in Canada. Situata al 1155 del boulevard René-Lévesque Ouest, la torre è il quinto grattacielo più alto di tutta Montréal.
La costruzione della torre venne completata nel 1962. Al momento della sua inaugurazione era il grattacielo più alto del Canada e dell'intero Commonwealth britannico, ma venne superata dopo appena un anno da Place Ville-Marie.
L'ardesia verde utilizzata per la facciata dona all'edificio un aspetto inconfondibile.